# Somervell County
Somervell County är ett administrativt område i delstaten Texas, USA. År 2010 hade county 8 490 invånare. Den administrativa huvudorten (county seat) är Glen Rose. 

## Geografi
Enligt United States Census Bureau så har countyt en total area på 497 km². 484 av den arean är land och 13 km² är vatten.  

### Angränsande countyn
- Hood County - norr
- Johnson County - öster
- Bosque County - söder
- Erath County - väster